# Protocolo n.º 4 a la Convención Europea de Derechos Humanos
El Protocolo nº 4 a la Convención Europea de Derechos Humanos es un protocolo adicional a la citada Convención o Convenio, elaborado en el ámbito del Consejo de Europa y abierto a todos los Estados miembros del Consejo que hayan ratificado la Convención. Su finalidad es incorporar nuevos derechos humanos a los proclamados por la Convención. Fue aprobado el 16 de septiembre de 1963 y entró en vigor el 2 de mayo de 1968, tras su ratificación por los primeros cinco estados. Fue parcialmente modificado por la entrada en vigor del Protocolo n.º 11 a la Convención Europea de Derechos Humanos.

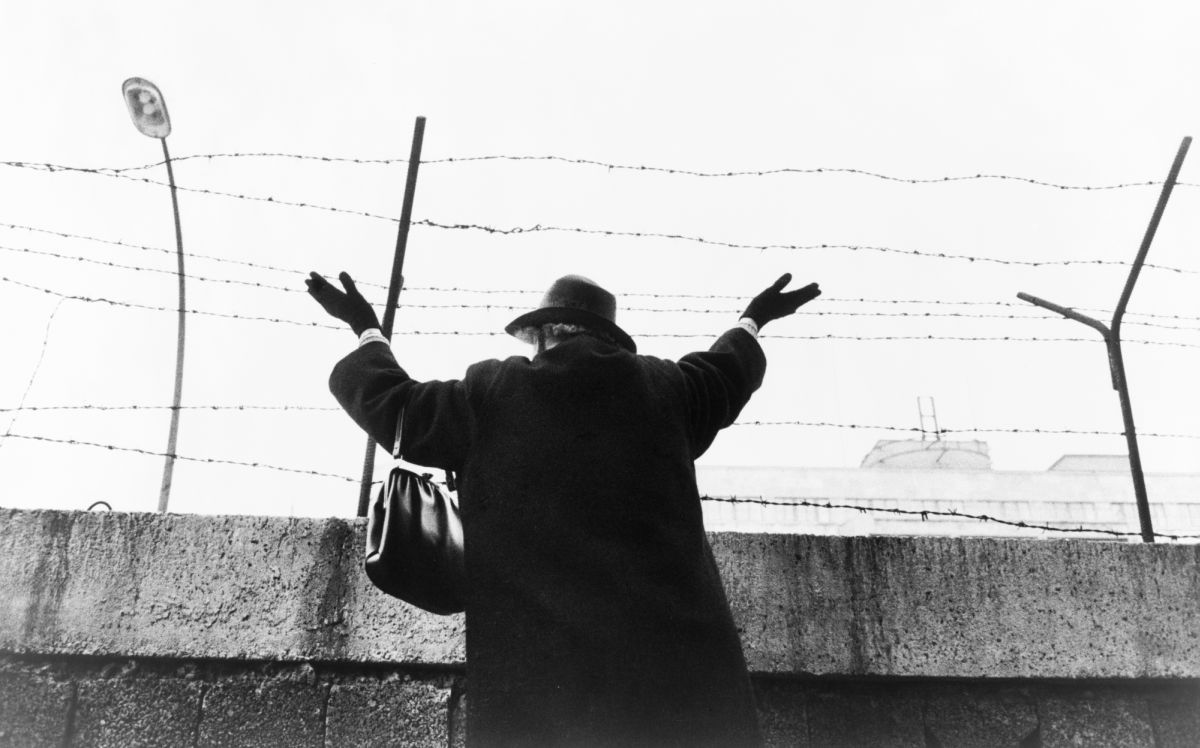
Muro de Berlín. Una de las libertades que proclama el protocolo es la de circulación.

## Propósito
El Protocolo n.º 4 es uno de los denominados protocolos adicionales, cuya finalidad es añadir más derechos al listado de los inicialmente proclamados por el Convenio. Por tal motivo, los Estados que han ratificado el Convenio son libres de firmarlo o no. Por esa misma razón, no es necesario que todos los Estados parte en el Convenio ratifiquen el protocolo para que éste entre en vigor. Ello proporciona flexibilidad a los Estados aunque a costa de generar diferencias entre ellos.

## Listado de derechos
El Protocolo n.º 4 añade una breve lista de cuatro nuevos derechos a la que recogía la Convención:

### No prisión por deudas
Artículo 1. Prohibición de prisión por deudas. Aunque el artículo 5 de la Convención proclamaba el derecho a la libertad, establecía varias excepciones que podían ser interpretadas como una justificación de la imposición de la prisión por el impago de deudas. Este artículo 1 del Protocolo deja claro que la privación de libertad no puede tener por finalidad el cumplimiento de una obligación contractual.

### Libertad de circulación
Artículo 2. Libertad de circulación. La Convención guardaba silencio acerca de este derecho. El Protocolo n.º 4 establece que toda persona que se encuentra en situación regular en un Estado tiene derecho a circular por él libremente y a escoger libremente su residencia dentro del mismo. Es decir, reconoce tal derecho sólo dentro del territorio de ese Estado, pero lo reconoce tanto a los nacionales del mismo como a los extranjeros que residen legalmente en él (incluso a los nacionales de estados que no sean parte en la Convención). Igualmente reconoce la libertad para abandonar cualquier país, incluido aquel del que se es nacional. A continuación establece las causas por las que el derecho puede ser restringido, siempre mediante previsión legal. El precepto no establece una libertad ilimitada para que cualquier persona se establezca en cualquier Estado sin disponer de autorización para ello. Tampoco establece una libertad de circulación por los territorios de todos los estados firmantes del tratado. Este último tipo de libertad sí ha sido desarrollado dentro de la Unión Europea.

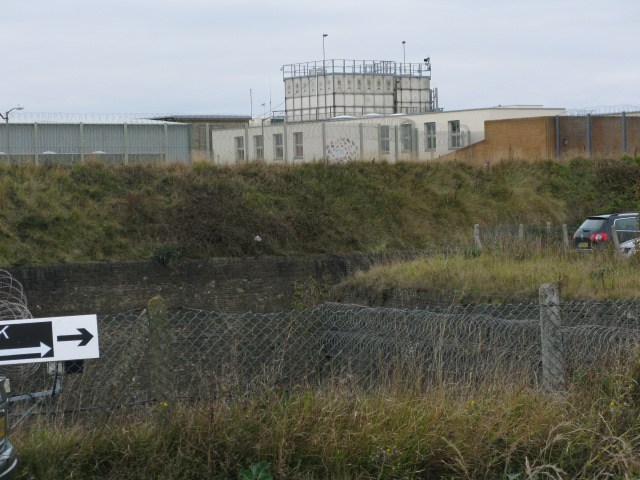
Centro para el traslado de inmigrantes ilegales en el Reino Unido. El Protocolo n.º 4 prohíbe las expulsiones colectivas de extranjeros.

### No expulsión de nacionales
Artículo 3. Prohibición de la expulsión de los nacionales. Prohíbe que cualquier persona sea expulsada del estado firmante del que es ciudadano, así como que se le prohíba la entrada en el mismo. La redacción del artículo deja claro que el derecho sólo ampara a los nacionales, por lo que los extranjeros (incluidos los nacionales de estados que son parte tanto en la Convención como en el Protocolo) sí pueden ser expulsados o ver prohibido su acceso a otro estado.

### No a expulsiones colectivas
Artículo 4. Prohibición de las expulsiones colectivas de extranjeros. Se prohíbe lacónicamente que tal expulsión se pueda realizar de forma colectiva, por lo que las expulsiones de extranjeros han de ser siempre individualizadas.

## Protección
Los nuevos derechos gozan de la misma protección que la Convención otorga a los derechos originalmente incluidos en ella, pudiendo las personas físicas, las organizaciones no gubernamentales y los grupos de particulares interponer demandas ante el Tribunal Europeo de Derechos Humanos reclamando por la violación de sus derechos. No obstante, no todos los estados parte en la Convención han ratificado el Protocolo n.º 4. España lo firmó el 23 de febrero de 1978, pero no lo ratificó hasta el 16 de septiembre de 2009. Tras su ratificación por Andorra en 2008, 43 de los 47 Estados miembros del Consejo de Europa habían ratificado el protocolo.